# Гватемала (місто)
Гватема́ла або Нуе́ва-Ґватема́ла-де-ла-Асунсьйо́н (ісп. Nueva Guatemala de la Asunción) — столиця й найбільше місто Гватемали і всієї Центральної Америки загалом. Місто також є адміністративним центром однойменного департаменту. Розташоване на плоскогір'ї, у долині в південно-східній частині країни на висоті 1 500 метрів над рівнем моря. Населення міста — 942 348 жителів.

## Історія
Місто Гватемала було засновано 1776 року після того, як 1773 року було зруйновано землетрусом місто Антигуа-Гватемала, попередню столицю Генерал-капітанства Гватемала. Після проголошення незалежності від Іспанії 1821 року, місто Гватемала послідовно служило столицею провінції Центральна Америка Мексиканської імперії Аґустіна де Ітурбіде (1822–23), Центральноамериканської федерації (1823–33), і, нарешті, незалежної Республіки Гватемала.

## Опис
Гватемала — головний економічний і транспортний центр країни. Тут розвинені харчосмакові, текстильні, шкіряно-взуттєва галузі промисловості. Через місто проходить Транс-океанське шосе (Пуерто-Сан-Хосе — Пуерто-Санто-Томас-де-Кастілья), що з'єднує тихоокеанське й атлантичне узбережжя, і Панамериканське шосе (від мексиканського кордону до сальвадорської кордону) та шосе на північ в департамент Петен. Залізниці зв'язують столицю з портами Пуерто-Сан-Хосе і Чамперіко (на Тихому океані) і Пуерто-Барріос (на Карибському морі). Біля міста розташований міжнародний аеропорт Ла-Аурора. У місті діє система швидкісного автобусного руху «Transmetro», яка має 6 ліній і 60 станцій, її обслуговують 300 автобусів.
Широкі вулиці столиці забудовані будинками сучасних готелів, офісів і торгових центрів. Тут перебувають університет імені Франциско Марроки, університет Сан-Карлос, ботанічний сад, національна консерваторія, а також кілька музеїв, у тому числі музеї історії й образотворчих мистецтв, археології й етнографії. Гватемала неодноразово руйнувалася землетрусами (найбільш руйнівне з яких відбулося в 1976 році), тому місто небагате на історичні пам'ятки. Після землетрусів 1917—1918 років був частково відновлений собор (1782—1815 р.). У центрі міста перебуває значний Національний палац — центр адміністративного життя країни.
Рельєфна карта країни з бетону, споруджена в парку Мінерви, ультрасучасний архітектурний комплекс у центрі міста й Камінальхую — пам'ятник цивілізації мая, розташований недалеко від столиці, — залучають безліч туристів.

## Клімат
Незважаючи на те, що місто знаходиться в тропіках, через свого розташування на висоті 1500 метрів над рівнем моря середні температури в місті Гватемала значно менші, ніж на узбережжі. У місті клімат тропічних саван (Aw за класифікацією кліматів Кеппена), граничний з субтропічним кліматом високогір'я (Cwb). Протягом всього року в місті зазвичай тепла, майже весняна погода. Під час сухого сезону температура іноді підвищується, але все одно тут не так спекотно і волого, як в містах на узбережжі. Самий жаркий місяць — квітень. Сезон дощів триває з травня по жовтень, що збігається з сезоном ураганів в західній частині Атлантичного океану і в Карибському морі, а сухий сезон — з листопада по квітень. У місті буває вітряно, що також призводить до зниження температури навколишнього середовища.
Середньорічна температура коливається від 22 до 28 °C в денний час і від 12 до 17 °C вночі.
| Клімат Гватемали                                                                                | Клімат Гватемали | Клімат Гватемали | Клімат Гватемали | Клімат Гватемали | Клімат Гватемали | Клімат Гватемали | Клімат Гватемали | Клімат Гватемали | Клімат Гватемали | Клімат Гватемали | Клімат Гватемали | Клімат Гватемали | Клімат Гватемали |
| Показник                                                                                        | Січ.             | Лют.             | Бер.             | Квіт.            | Трав.            | Черв.            | Лип.             | Серп.            | Вер.             | Жовт.            | Лист.            | Груд.            | Рік              |
| Абсолютний максимум, °C                                                                         | 30,0             | 32,1             | 32,0             | 33,9             | 33,9             | 31,2             | 29,1             | 30,2             | 29,8             | 28,6             | 29,9             | 28,8             | 33,9             |
| Середній максимум, °C                                                                           | 24,3             | 25,8             | 26,8             | 27,8             | 27,1             | 25,8             | 25,4             | 25,5             | 25,1             | 24,7             | 24,2             | 23,9             | 25,5             |
| Середній мінімум, °C                                                                            | 13,2             | 13,6             | 14,6             | 16,0             | 16,8             | 16,8             | 16,3             | 16,5             | 16,4             | 16,0             | 14,7             | 13,7             | 15,4             |
| Абсолютний мінімум, °C                                                                          | 6,0              | 7,8              | 8,4              | 8,6              | 12,3             | 11,2             | 12,1             | 13,5             | 13,0             | 11,4             | 9,4              | 7,6              | 6,0              |
| Норма опадів, мм                                                                                | 2.8              | 5.4              | 6.0              | 31.0             | 128.9            | 271.8            | 202.6            | 202.7            | 236.6            | 131.6            | 48.8             | 6.6              | 1274.8           |
| Вологість повітря, %                                                                            | 74.3             | 73.4             | 73.2             | 74.3             | 77.3             | 82.4             | 80.8             | 80.9             | 84.5             | 82.0             | 79.2             | 76.0             | 77.8             |
| ----------------------------------------------------------------------------------------------- | ---------------- | ---------------- | ---------------- | ---------------- | ---------------- | ---------------- | ---------------- | ---------------- | ---------------- | ---------------- | ---------------- | ---------------- | ---------------- |
| Джерело: GUATEMALA C.A. / Ministerio de comunicaciones Infraestructura y Vivienda (Web-Archive) |                  |                  |                  |                  |                  |                  |                  |                  |                  |                  |                  |                  |                  |

## Транспорт
У межах міста розташований аеропорт Ла-Аурора.

## Відомі уродженці
- Рафаель Каррера (1814–1865) — президент республіки Гватемала.
- Мігель Анхель Астуріас (1899–1974) — гватемальський письменник, представник магічного реалізму.
- Альваро Арсу (1946) — гватемальський політичний діяч, президент країни у 1996–2000 роках.
- Альваро Колом (1951) — гватемальський політик, президент країни у 2008–2012 роках.
- Луїс фон Ан (1978) — гватемальський підприємець і вчений.
- Оскар Айзек (1979) — гватемальсько-американський актор, відомий за ролями Лето Атріда у фільмі «Дюна» та Марка Спектора у телесеріалі Marvel «Місячний лицар».

## Галерея

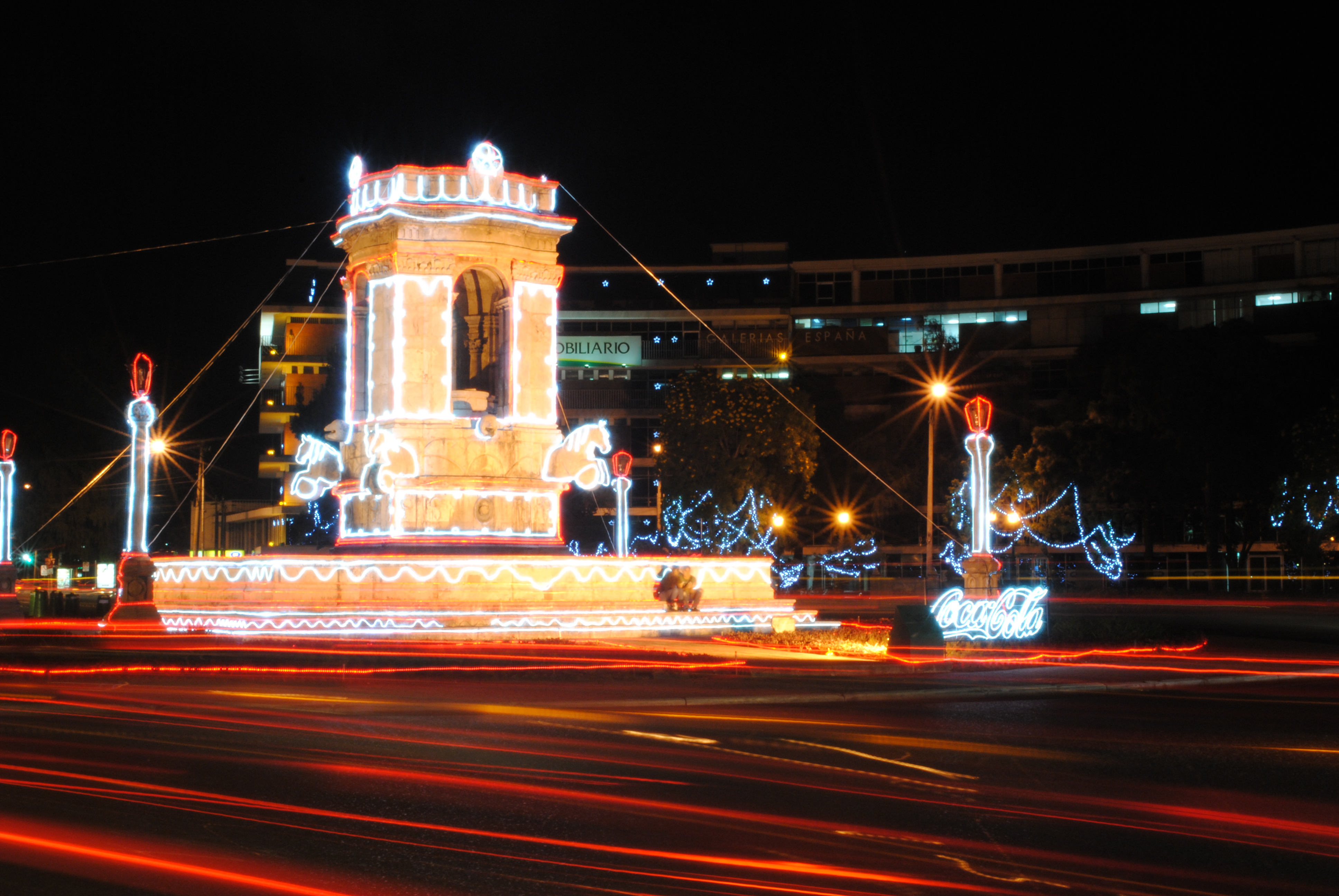
Площа Іспанії вночі
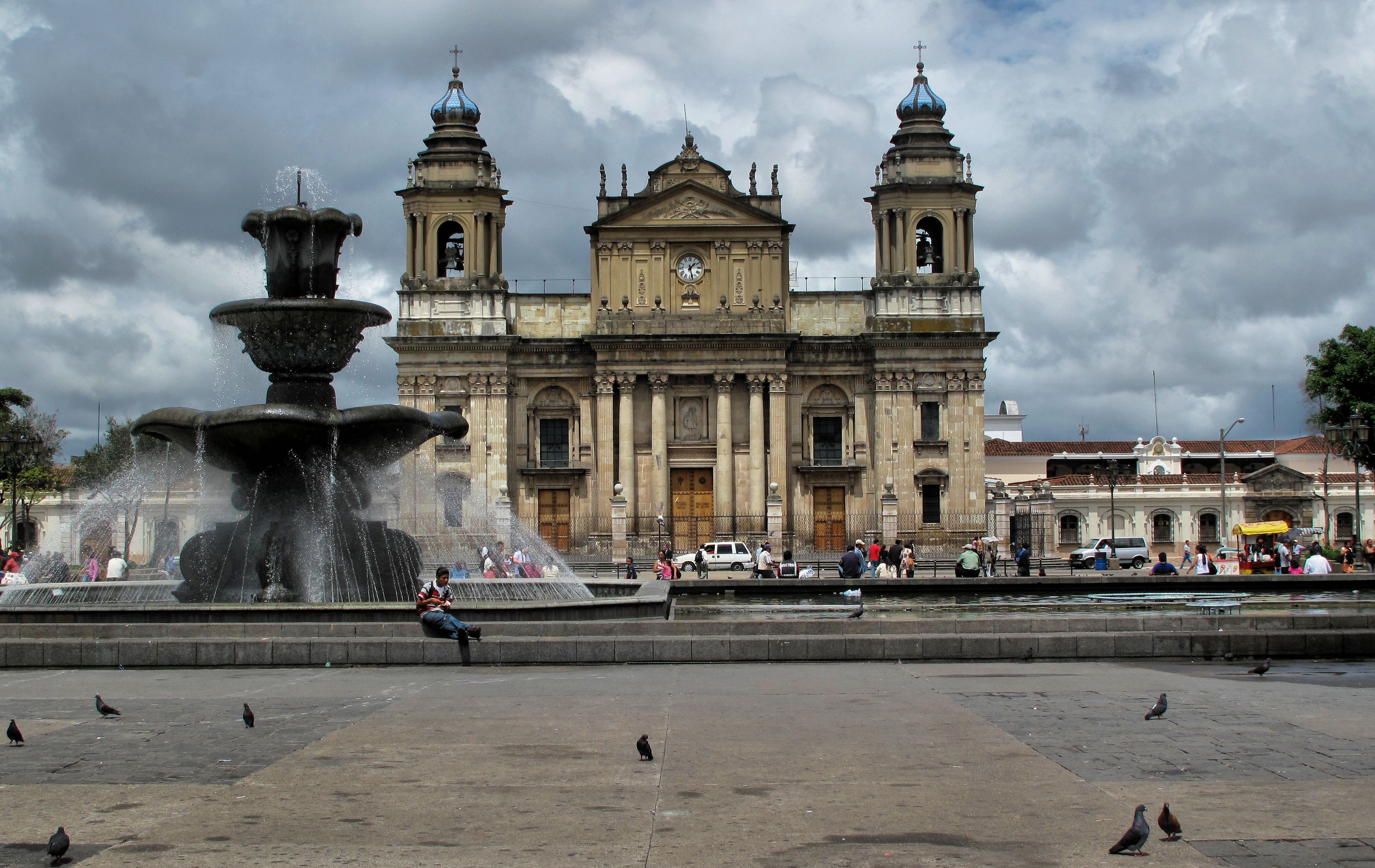
Собор
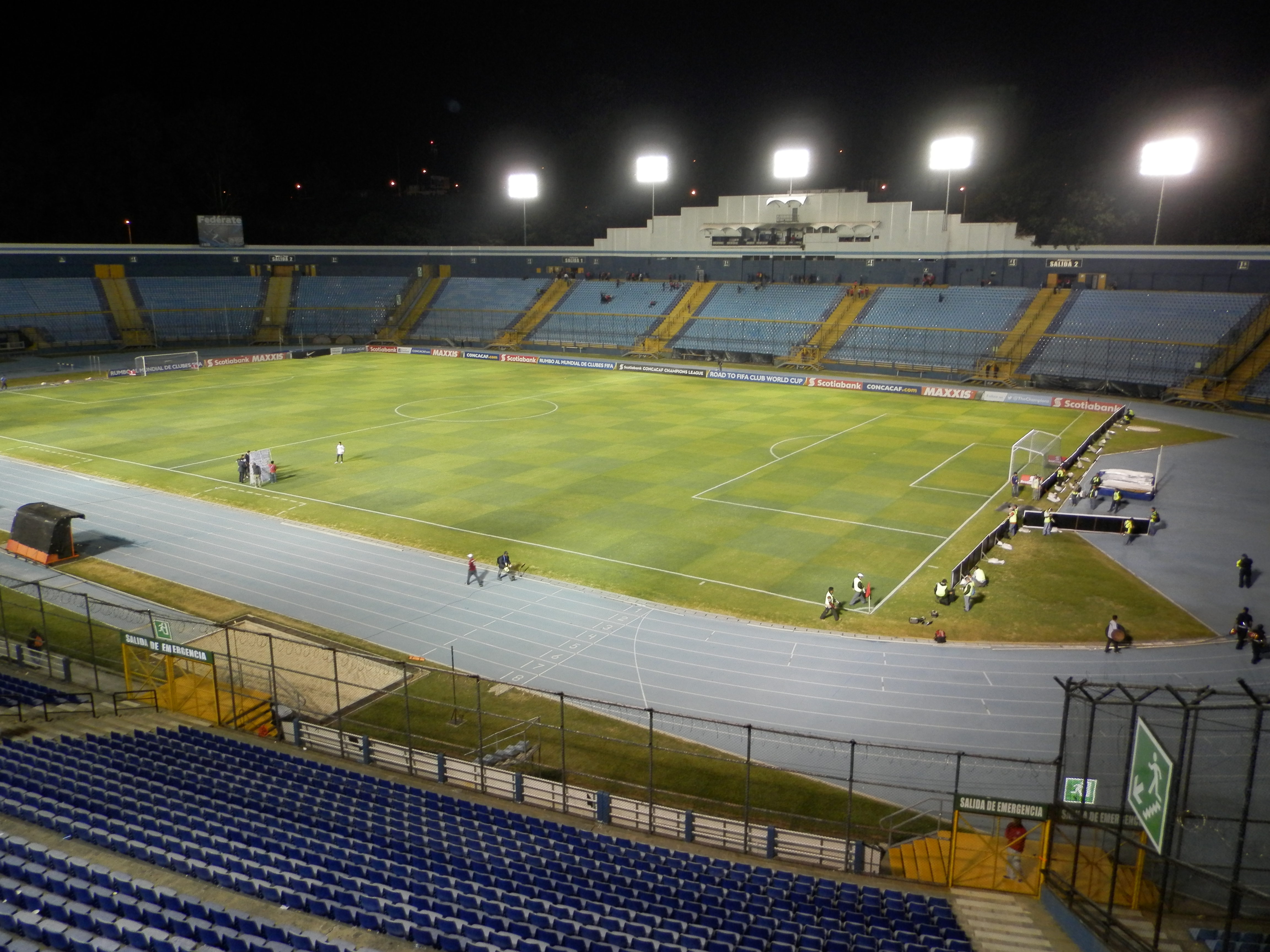
Стадіон «Естадіо Матео Флорес»
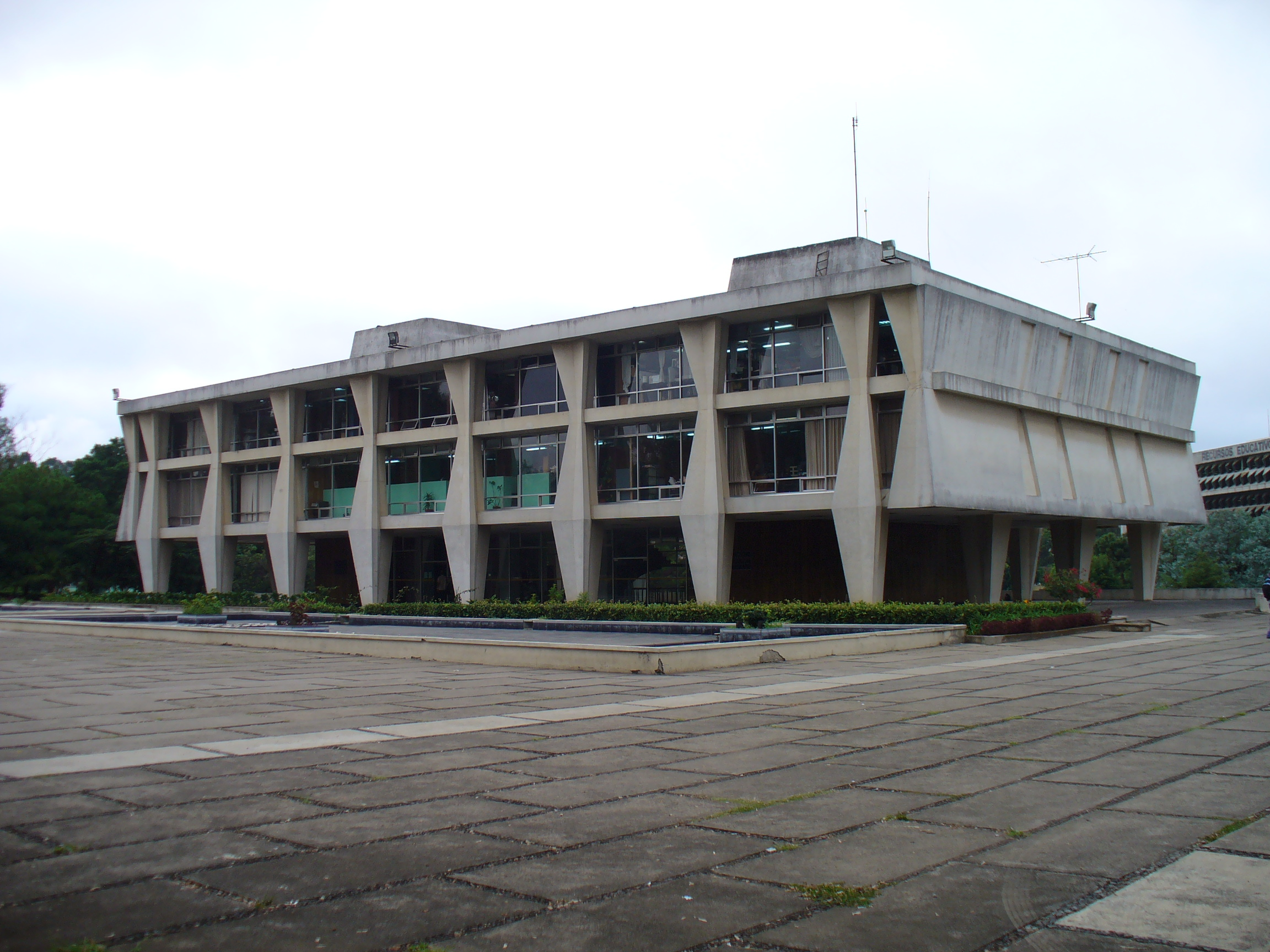
Ректорат Університету Сан-Карлос
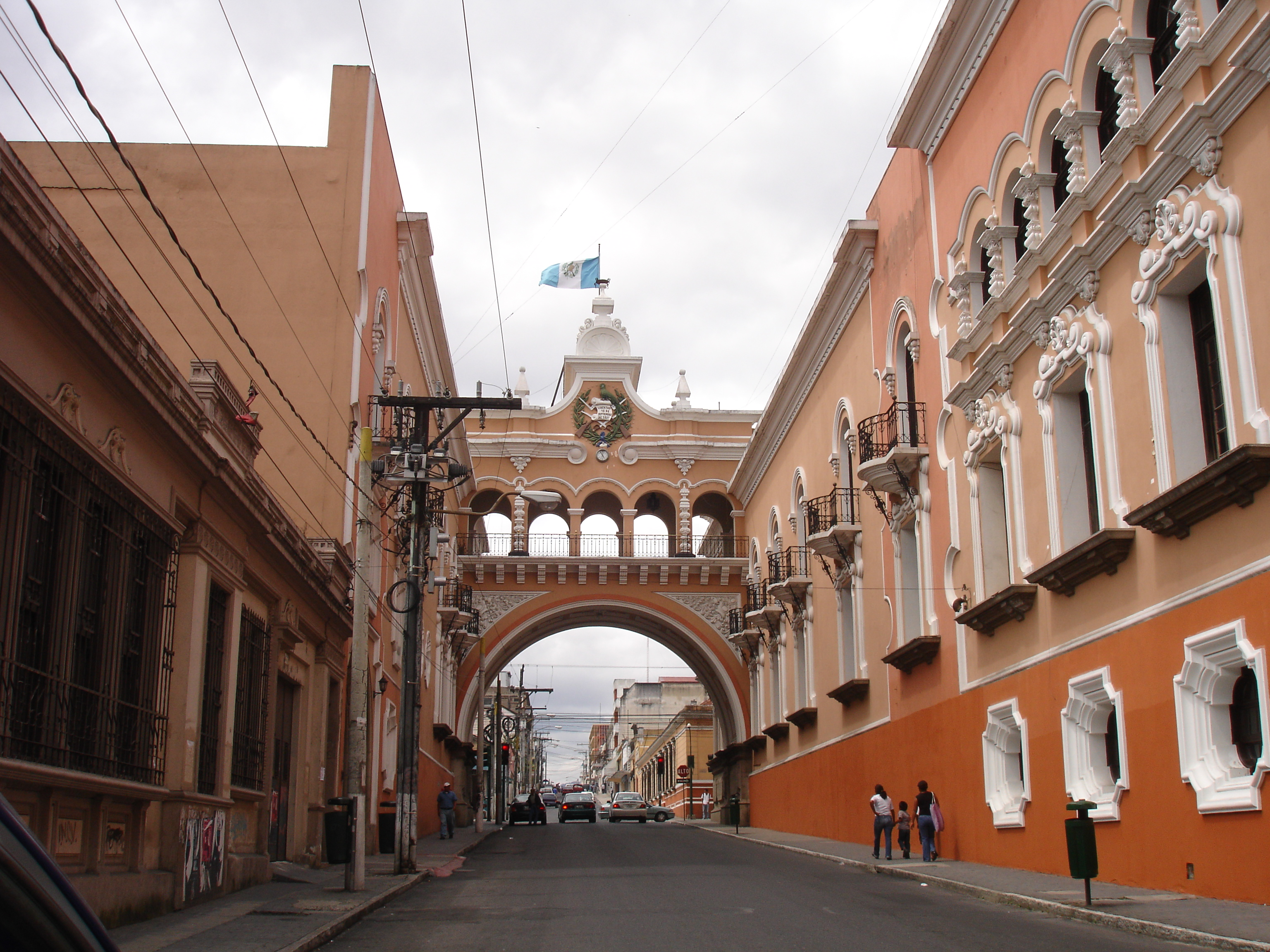
Поштамт
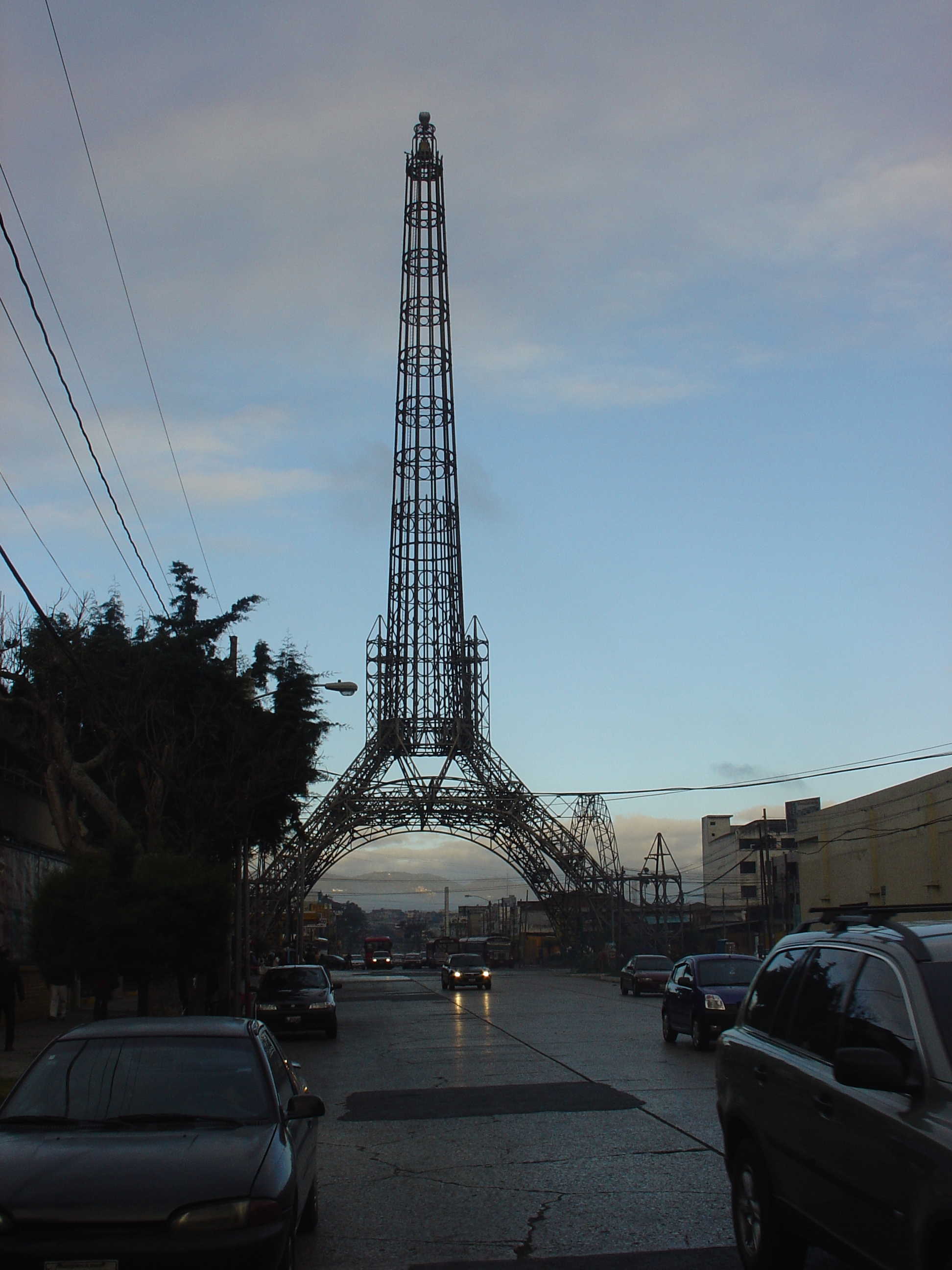
Вежа Реформатора
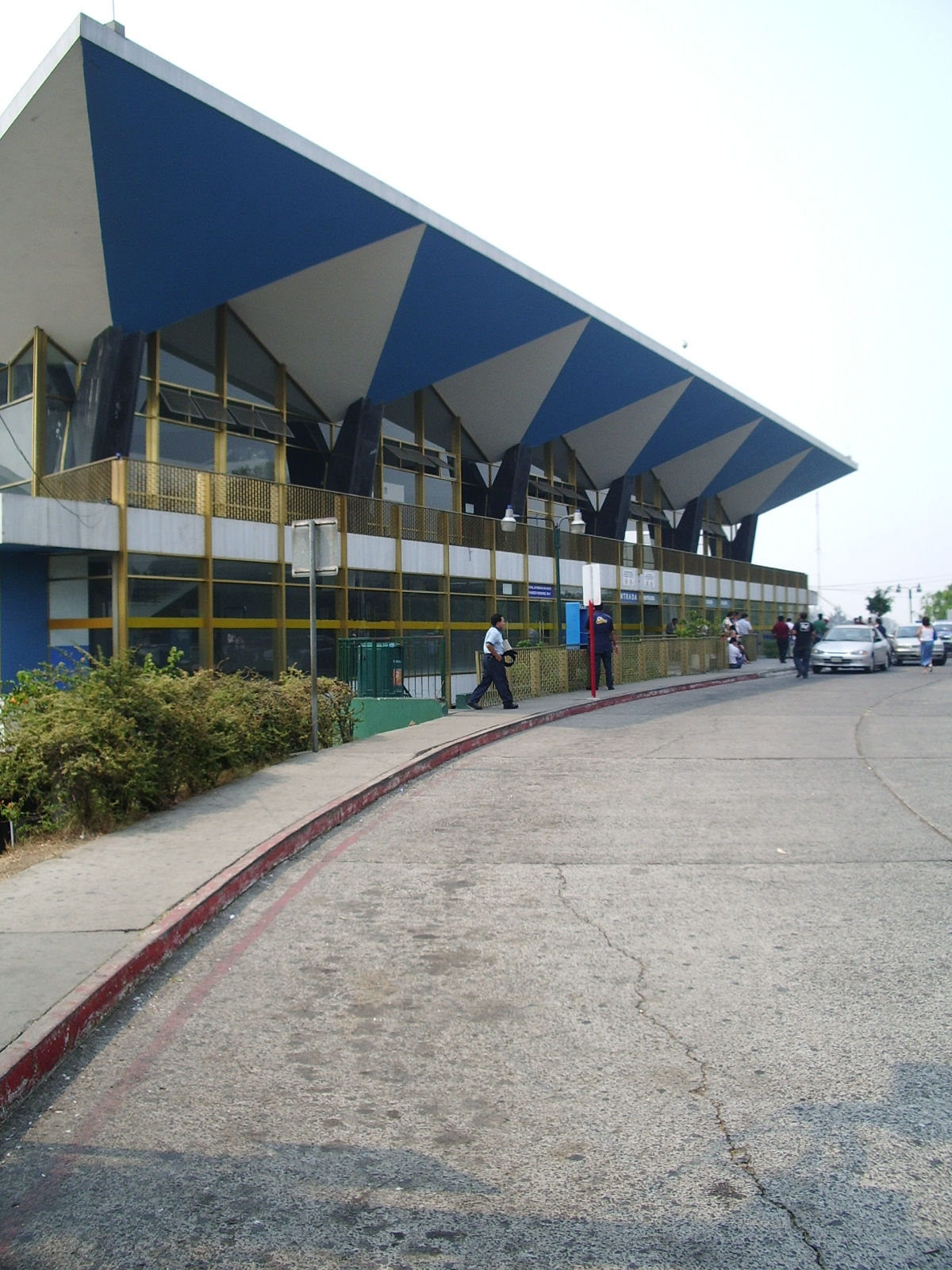
Міжнародний аеропорт Ла-Аурора
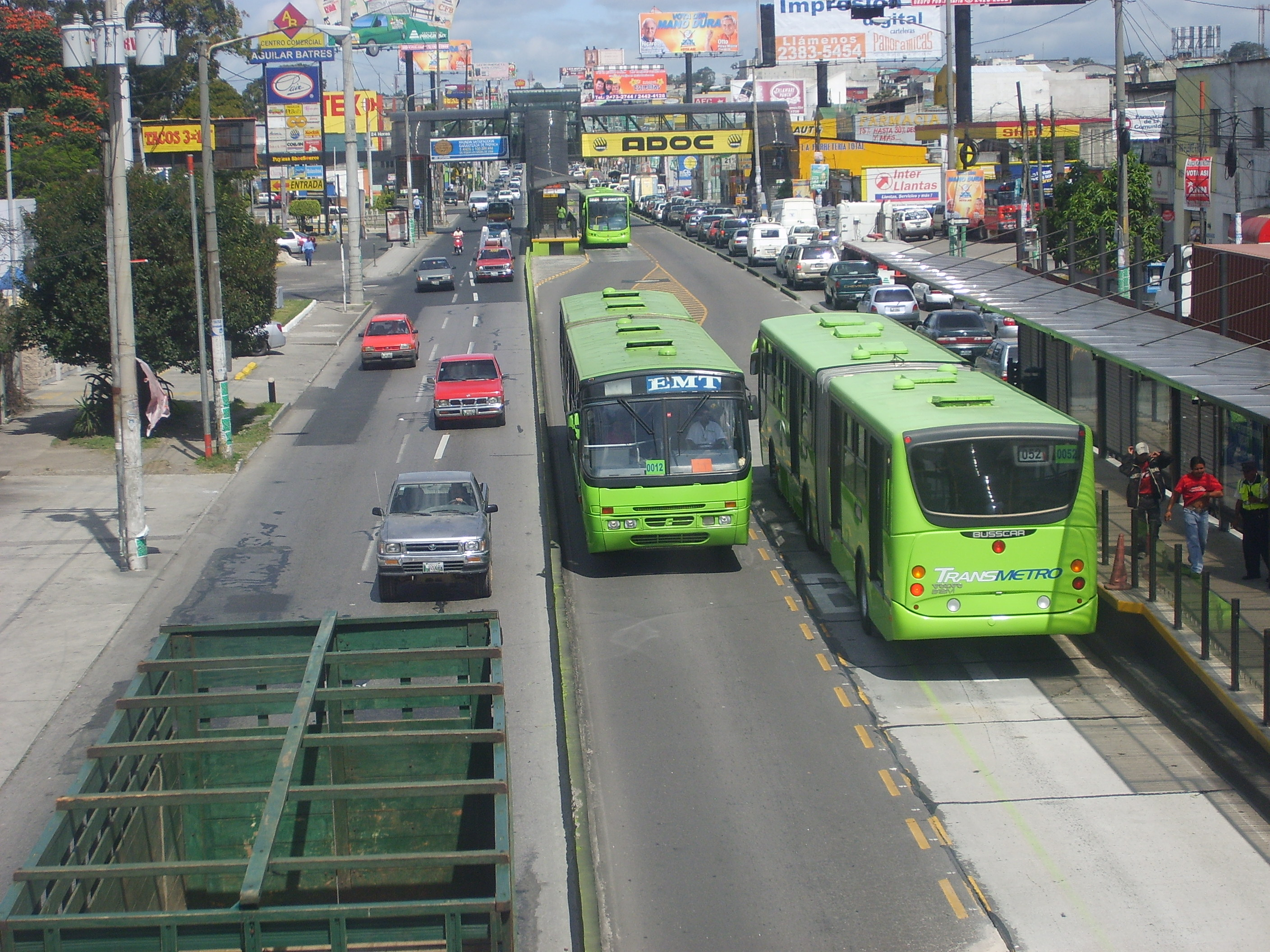
Автобуси системи «Transmetro»
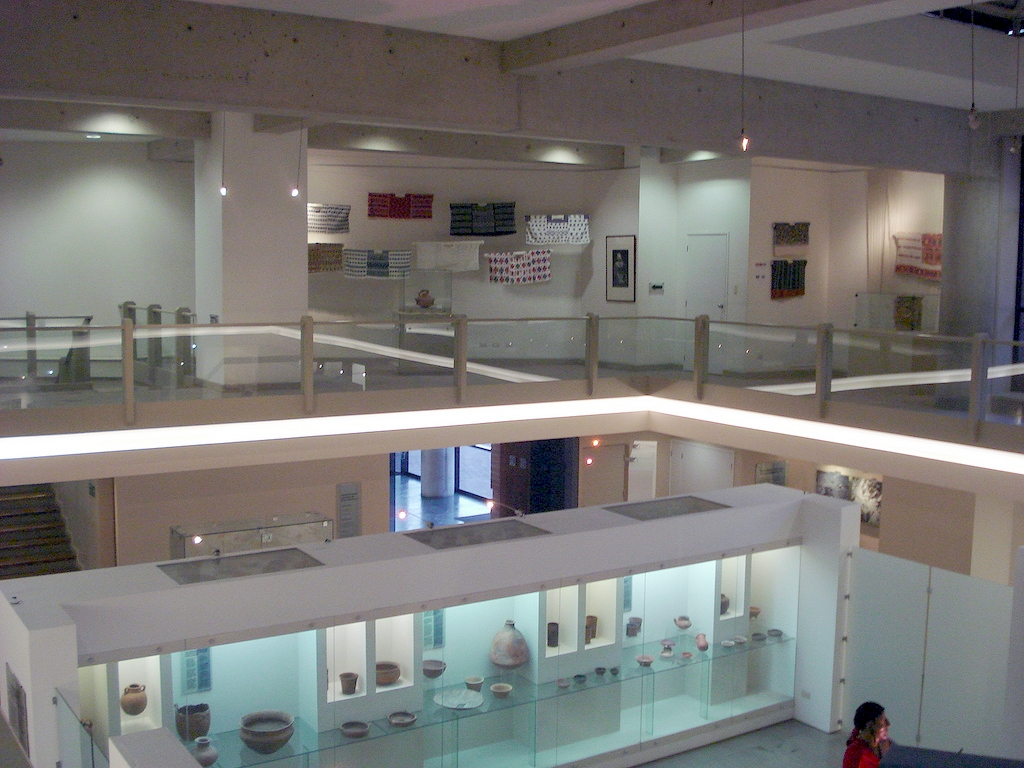
Музей Мірафлорес